# Folke Dahlberg
Folke John Dahlberg, född 24 februari 1912 i Klockargården Askersund, död (drunknad) 28 augusti 1966 i Vättern utanför Karlsborg, var en svensk författare och konstnär.

## Biografi
Folke Dahlberg studerade vid Tekniska skolan 1928–1931 och vid Konstakademien 1932–1933. Under större delen av sitt liv förde han en eremittillvaro på ett par öar i Vättern, Stora Röknen samt Kyrkogårdsön. Där inspirerades han som bildkonstnär bl.a. av Carl Fredrik Hills och Ernst Josephsons sjukdomsteckningar och utvecklade en kyligt virtuos stil, där linjerna byggs upp av små tuschpunkter. Det gåtfulla och makabra överväger i hans suggestivt surrealistiska bilder – en spöklik drömvärld där skepp, vrakgods och havsstränder ofta förekommer.
Som författare debuterade Dahlberg med Cartesiansk dykare (1948). Den utgörs till stor del av texter skrivna under 1930-talet tillsammans med några teckningar och vinjetter. Det är huvudsakligen en prosabok med dels en novell, och dels en berättelse som närmar sig romanens längd. Men ovanligt nog innehåller den också en avdelning med dikter lika omfattande som en normal diktsamling. Han gav sedan ut flera diktsamlingar, också de med egna teckningar och grafik. Den omfattande diktsamlingen Den berusade båten (1950) lånade sin titel från Le Bateau ivre av Arthur Rimbaud, en dikt som då ännu inte tolkats till svenska och därför inledde Dahlbergs bok i sin helhet på franska. Ett par av teckningarna i den döpte han även till Le Bateau ivre. Dahlberg skrev för övrigt också ett flertal rese- och platsskildringar. Återkommande motiv i författarskapet och tecknandet var Tiveden och Vättern med omgivningar. Han tilldelades ett flertal priser, bland annat Tidningen Vi:s litteraturpris. Dahlberg finns representerad vid bland annat Nationalmuseum i Stockholm och Örebro läns landsting.
Dahlberg medverkade också tidigt som illustratör i tidskrifterna Karavan, Horisont, Poesi, Vi, Folket i bild, All världens berättare och Dagens Nyheter. Han illustrerade dessutom ett flertal andra författares böcker, bland annat Johannes Edfelts Brådjupt eko 1947 och Bertil Malmbergs Men bortom marterpålarna 1949.
Ett Folke Dahlberg-sällskap bildades år 2002.

### Urval och samlingar
- Vattenår : ett dikturval med teckningar av författaren. FIB:s lyrikklubbs bibliotek, 0425-5232 ; 88. Stockholm: FIBs lyrikklubb. 1963. Libris 1691827
- Resa i karmin : ett postumt urval / av Lars Hemmel och Börje Sandelin. Stockholm: Wahlström & Widstrand. 1969. Libris 8076192
- Öarna som bar mig länge : dikter / inledning och urval: Jonas Modig. Folke Dahlberg sällskapets skriftserie, 1652-6546 ; 6. Karlsborg: Folke Dahlberg sällskapet. 2009. Libris 11605227. ISBN 9197505056
- Sluten kust / [Anders Weidar (efterord)]. Folke Dahlberg sällskapets skriftserie, 1652-6546 ; 8. Karlsborg: Folke Dahlberg sällskapet. 2011. Libris 12545968. ISBN 9197505072
- Livsbilder : Folke Dahlberg 1912-1966-2012 / En minnesutställning Konstakademien, Stockholm 10 november - 9 december 2012. Folke Dahlberg Sällskapets skriftserie, 1652-6546 ; 9. Folke Dahlberg sällskapet. 2012. Libris 13606447. ISBN 9197505080
- Gråväder : småprosa / i urval av Jonas Modig och Anders Weidar. Folke Dahlberg sällskapets skriftserie, 1652-6546 ; 10. Karlsborg: Folke Dahlberg sällskapet. 2014. Libris 17763567. ISBN 9197505099. https://litteraturbanken.us17.list-manage.com/track/click?u=eff7c8cc82e09eba304a188fb&id=b75225279d&e=71b2855e1f
- Hemma, Vättern, Tiveden : Folke Dahlbergs landskap / texter ur Folke Dahlbergs böcker och brev ; foto: Anders Åkerberg ; förord: Jonas Modig ; texturval, kommentarer och bildtexter: Jonas Modig och Anders Åkerberg. Folke Dahlberg Sällskapets skriftserie, 1652-6546 ; n:o 13. [Askersund]: [Folke Dahlberg Sällskapet]. 2020. Libris 1cpjz8ktzn2h6pnp. ISBN 9789198207927
- Genom dröm och verklighet : Folke Dahlbergs surrealistiska bilder / redaktörer: Johan Dahlberg, Leif Spetz och Erling Öhrnell. Folke Dahlberg sällskapets skriftserie, 1652-6546 ; n:o 15. [Askersund]: [Folke Dahlberg Sällskapet]. 2022. Libris 2j31jqsh0qg21p94. ISBN 9789198207941

## Priser och utmärkelser
- 1949 – Svenska Dagbladets litteraturpris
- 1949 – Boklotteriets stipendiat
- 1952 – Tidningen Vi:s litteraturpris
- 1954 – Boklotteriets stipendiat
- 1960 – Sveriges Radios Lyrikpris
- 1960 – Övralidspriset